# Мерзон, Яков Екусилевич
Мерзон (Меерзон) Яков Екусилевич (1891, Кривой Рог, Херсонская губерния — 1947, Москва) — советский  историк еврейского народа, востоковед, педагог, публицист.

## Биография
Родился в 1891 году в местечке Кривой Рог в семье раввина. Среднее образование получил за границей.
Член Социалистической еврейской рабочей партии с 1905 года. В 1908—1909 годах учился на курсах востоковедения в Санкт-Петербурге.
В 1909—1911 годах преподавал в женской еврейской школе в Кривом Роге.
С 1911 года до начала 1920-х годов проживал в Палестине. Затем вёл пропагандистскую работу в Варшаве и Вене.
С августа 1924 года проживал в Одессе. В 1924—1930 годах работал в Одесском институте народного образования: в 1924—1926 годах — преподаватель, в 1926—1928 годах — штатный профессор, в 1928—1930 годах — профессор. Преподавал историю евреев и историю революционного движения на Западе. В 1928—1930 годах возглавлял секцию научно-исследовательской кафедры еврейской культуры ВУАН при Одесском институте народного образования (ОИНО). Эта секция состояла из четырёх комиссий: исторической, социально-экономической, педагогической и литературно-лингвистической.
В 1924—1925 годах на еврейском отделении факультета социального воспитания возглавлял обществоведческую предметную комиссию, в 1928—1929 годах — социально-экономическую предметную комиссию. С 26 сентября 1928 года возглавлял секцию Научно-исследовательской кафедры еврейской культуры при Всеукраинской академии наук.
Умер в 1947 году в Москве.

## Научная деятельность
Специалист в области истории арабов и евреев. Автор публицистических, историко-научных и методических работ. Исследовал историю общественной жизни Палестины XIX—XX веков.

### Публикации
- История евреев (1911). (идиш)
- Арабское национальное революционное движение и еврейская колонизация в Палестине: Кн. 1 / Я. Мерзон. — Варшава: Мир, б.г. — 256 с. (идиш)